# South Wenatchee
South Wenatchee  est une census-designated place américaine, dans l'État de Washington. 
La population était de 1 553 habitants en 2010.